# III Assemblea nazionale del popolo
La III Assemblea nazionale del popolo (cinese: 第一届全国人民代表大会) fu eletta nel 1964 e restò in carica fino al 1975. Era composta da 3040 deputati e si riunì in una sola sessione, che si tenne tra il 21 dicembre 1964 e il 4 gennaio 1965. Allo scoppio della grande rivoluzione culturale proletaria, nel 1966, l’Assemblea fu di fatto bloccata per un certo periodo di tempo: i raduni di massa e i comitati rivoluzionari divennero quindi i nuovi momenti di dibattito, anche in senso legislativo. Le elezioni previste per il 1969 vennero annullate, mentre a livello locale i comitati rivoluzionari si sostituirono gradualmente alle assemblee popolari. Le nuove elezioni si sarebbero tenute soltanto nel 1975 ed avrebbero visto l'approvazione di una nuova Costituzione.
L'Assemblea elesse le nuove cariche dello Stato:
- presidente della Repubblica Popolare Cinese: Liu Shaoqi;
- vicepresidenti della Repubblica Popolare Cinese: Song Qingling e Dong Biwu;
- presidente del Comitato permanente dell'Assemblea nazionale del popolo: Zhu De;
- primo ministro del Consiglio di Stato: Zhou Enlai;
- presidente della Corte suprema del popolo: Yang Xiufeng;
- procuratore capo della Procura suprema del popolo: Zhang Dingcheng.